# Apostelkirche (Herscheid)

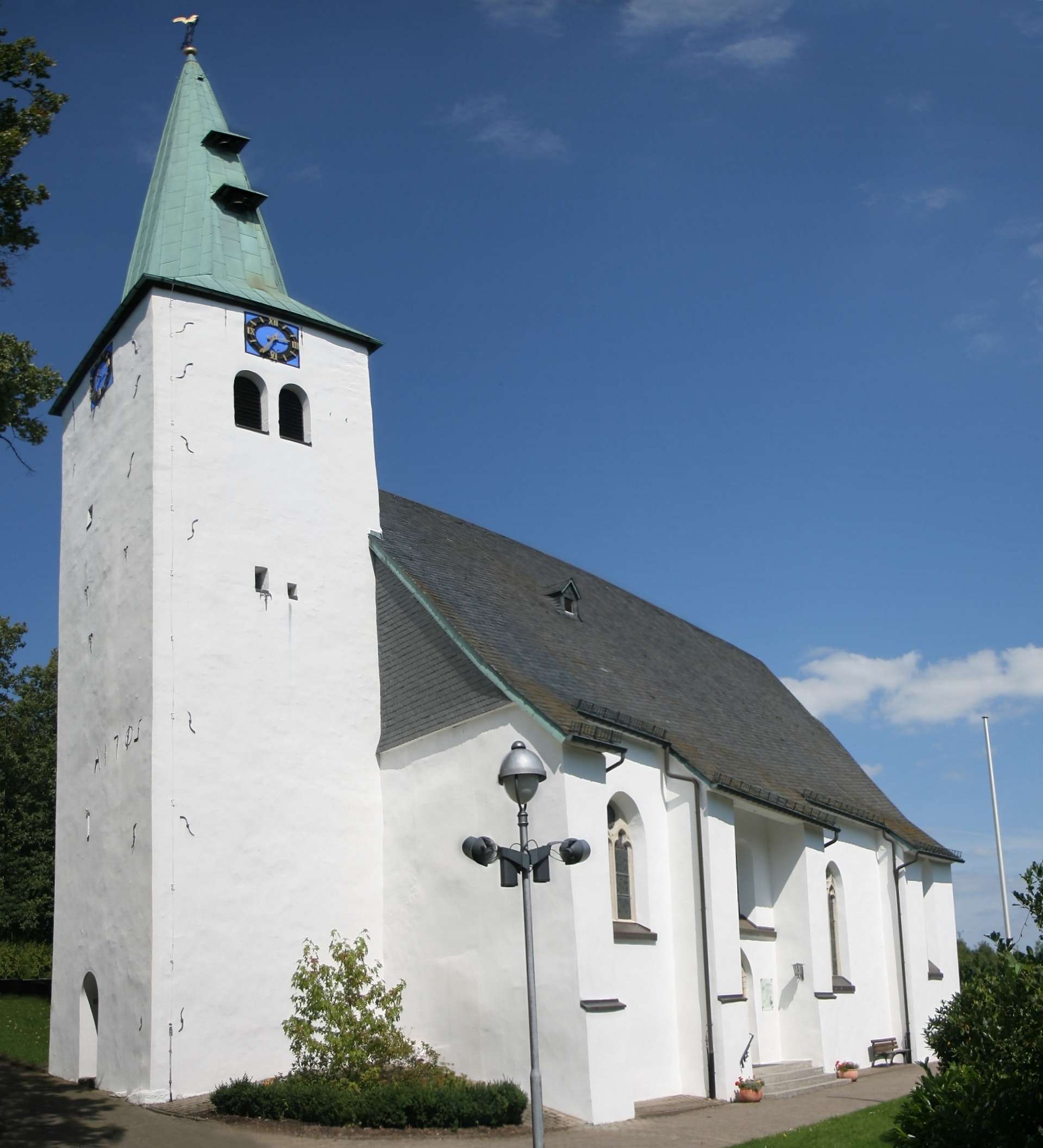
Apostelkirche

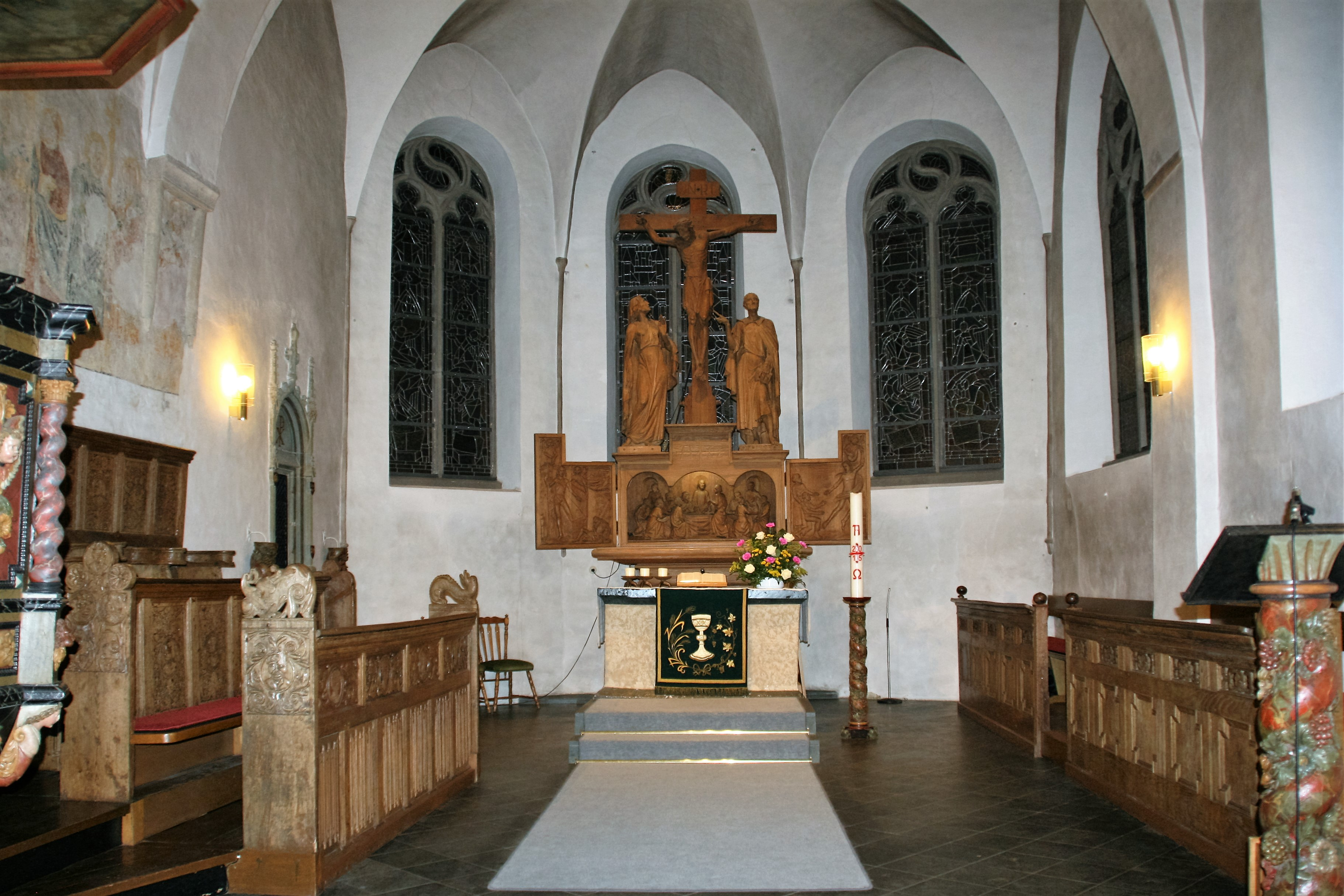
Chorraum mit Blick auf Altar

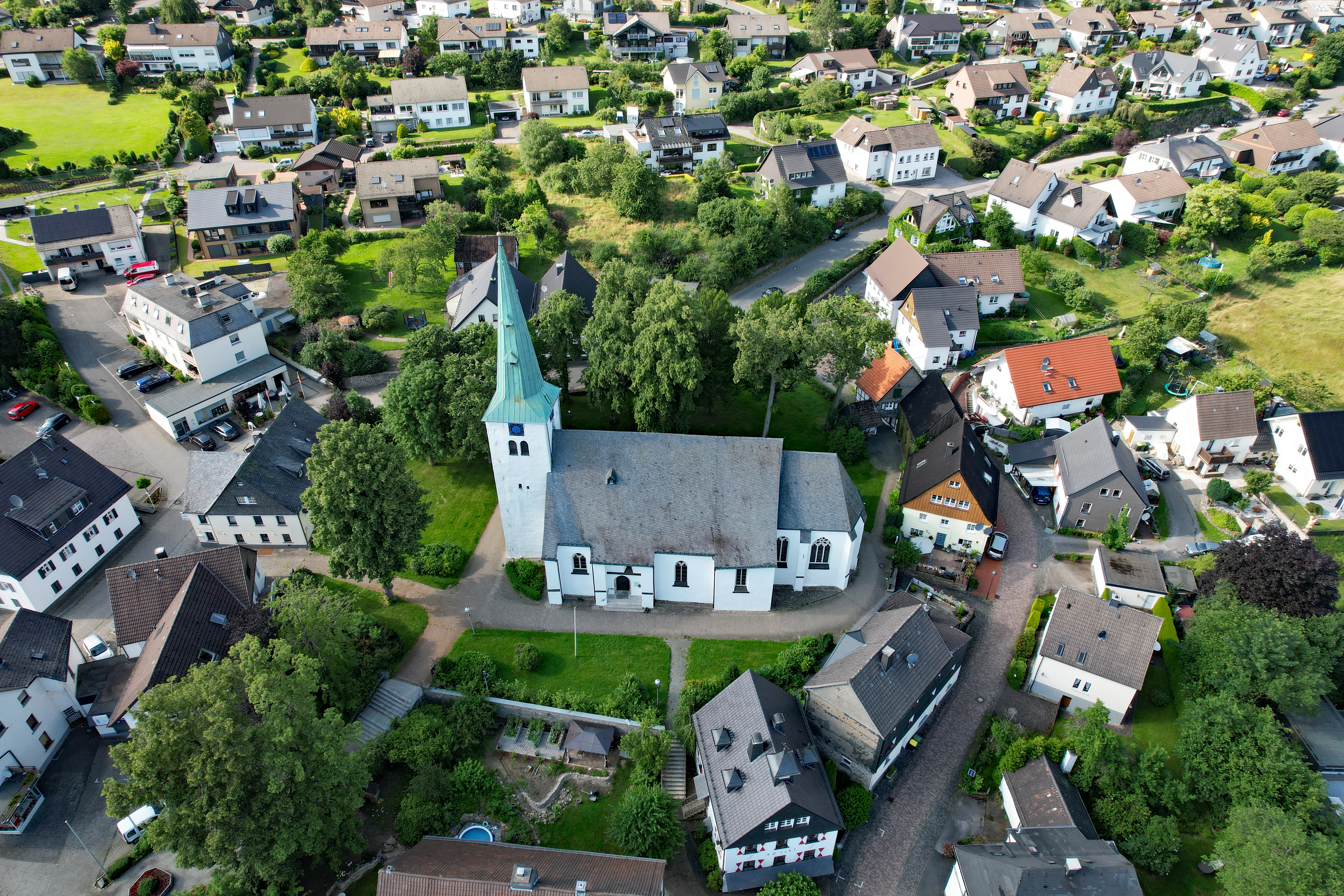
Blick aus 100 Meter Höhe rund um die Apostelkirche

Die evangelische Apostelkirche ist ein denkmalgeschütztes Kirchengebäude in Herscheid, einer Gemeinde im Märkischen Kreis in Nordrhein-Westfalen.

## Geschichte und Architektur
Die Kirche war ursprünglich dem hl. Cyriakus gewidmet. Sie wurde 904 erstmals in einer Schenkungsurkunde des Königs Ludwig das Kind an die Abtei Kaiserswerth urkundlich als Herisceithe erwähnt. Erzbischof Anno II. von Köln überwies dem Kloster Grafschaft 1072 verschiedene Kirchen und Ortschaften, darunter auch Hertsceido.
Die gedrungene Hallenkirche mit einem angedeuteten zweischiffigen Querschiff und einem einjochigen Chor mit 5/8-Schluss wurde aus Bruchstein gemauert und verputzt. Das Langhaus und das westliche Querschiff wurden in der zweiten Hälfte des 13. Jahrhunderts errichtet. Das östliche Querschiff mit dem einjochigen Kapellenanbau am Nordarm, der Chor und die nördliche Sakristei wurden zum Ende des 13. oder zu Anfang des 14. Jahrhunderts gebaut. Das südliche Seitenschiff wurde gotisch umgestaltet. Die beiden Seitenschiffe haben gleiche Höhe mit dem Mittelschiff. Die Kirche wurde nach einem Dorfbrand im Jahr 1686 umfangreich wiederhergestellt. Der Westturm ist von stattlicher Mauerstärke. In das nördliche Seitenschiff wurden angespitzte Tonnengewölbe, ansonsten wurden Gratgewölbe eingezogen. In die Pfeiler des östlichen Querschiffes sind Nischen eingearbeitet. Die Stern- und Rosettenmuster der Schlusssteine sowie das Siebensternmuster im Schlussstein über dem Altar sind bemerkenswert.
Die Kirche wurde 1945 bei Angriffen im Zweiten Weltkrieg stark zerstört und von 1947 bis 1950 wiederhergestellt. Der Innenraum wurde von 1969 bis 1971 und 1994 umfangreich renoviert. Bei der ersten Renovierung wurden die Fundamente einer ehemaligen kleinen Apsis ergraben, die im 15. Jahrhundert dem großen Chorraum in seiner jetzigen Gestalt weichen musste.
Durch die vielen Umbauten waren Strebepfeiler notwendig geworden, diese wurden in neuerer Zeit mit einem Betonkorsett versehen; die früher im Chorraum notwendigen Anker konnten entfernt werden.
Die Architektur ermöglicht die Feier der Thomasmesse. Ein typisches Element ist das „Garderobengebet“, das ein „Ankommen und Ablegen“ symbolisiert. Ein besonderes Kennzeichen der Thomasmesse ist die „offene Zeit“, die etwa 15 bis 30 Minuten dauert („Wandelphase“).

## Ausstattung

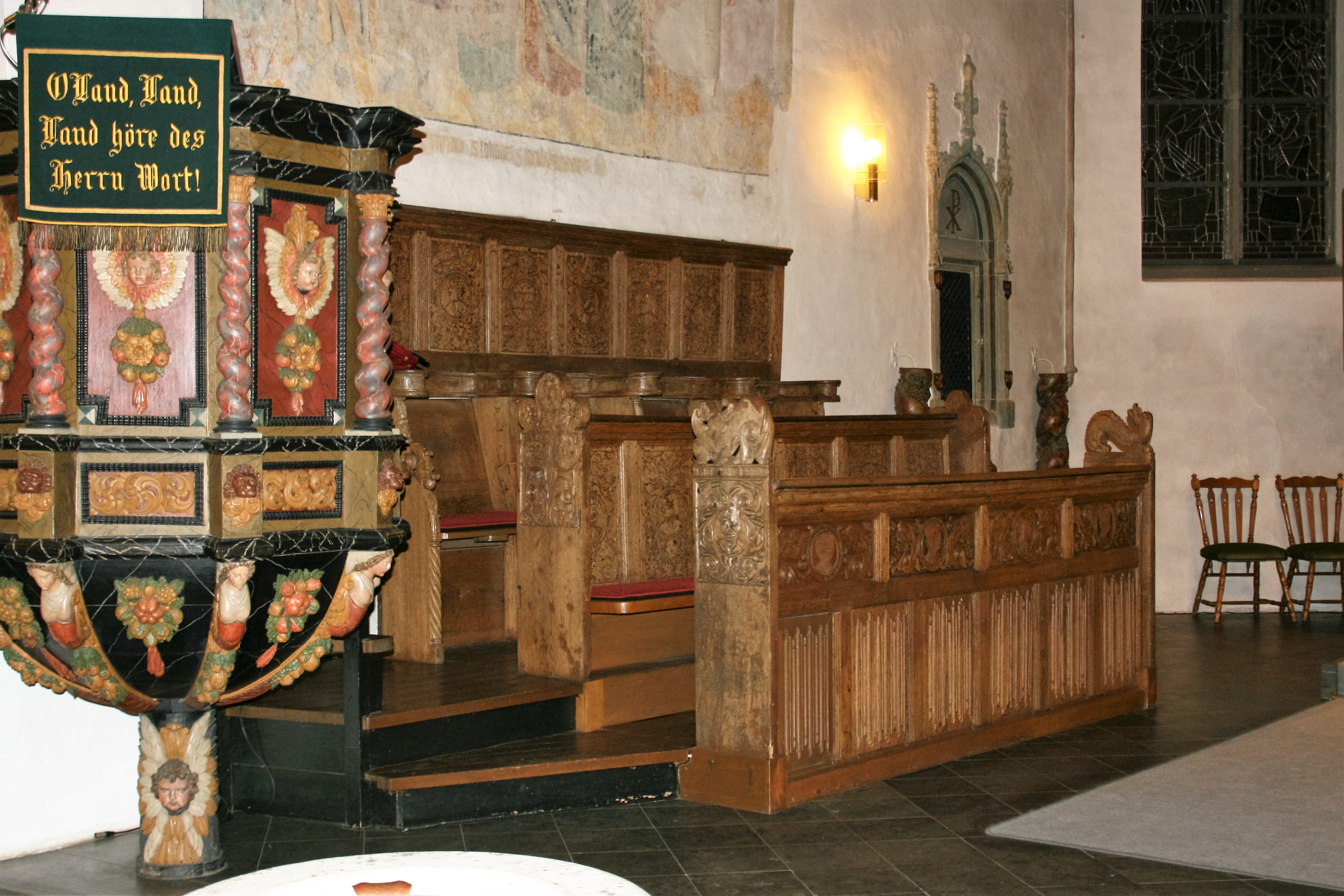
Chorgestühl und Kanzel

- ein mittelalterlicher Altarblock. Der spätgotische Schnitzaltar steht im Museum Burg Altena.
- Die Kanzel wurde Ende des 17. Jahrhunderts gearbeitet.
- Das Chorgestühl mit Flachschnitzereien ist mit 1548 bezeichnet.
- Der barocke Orgelprospekt wurde Ende des 17. Jahrhunderts eingebaut, der Sockel ist von 1971.
- Die Zehn-Apostelbilder wurden um 1720 gemalt.
- Es sind noch Reste der barocken Ausstattung wie Teile des Altares, Gestühl und Empore erhalten.

### Orgel

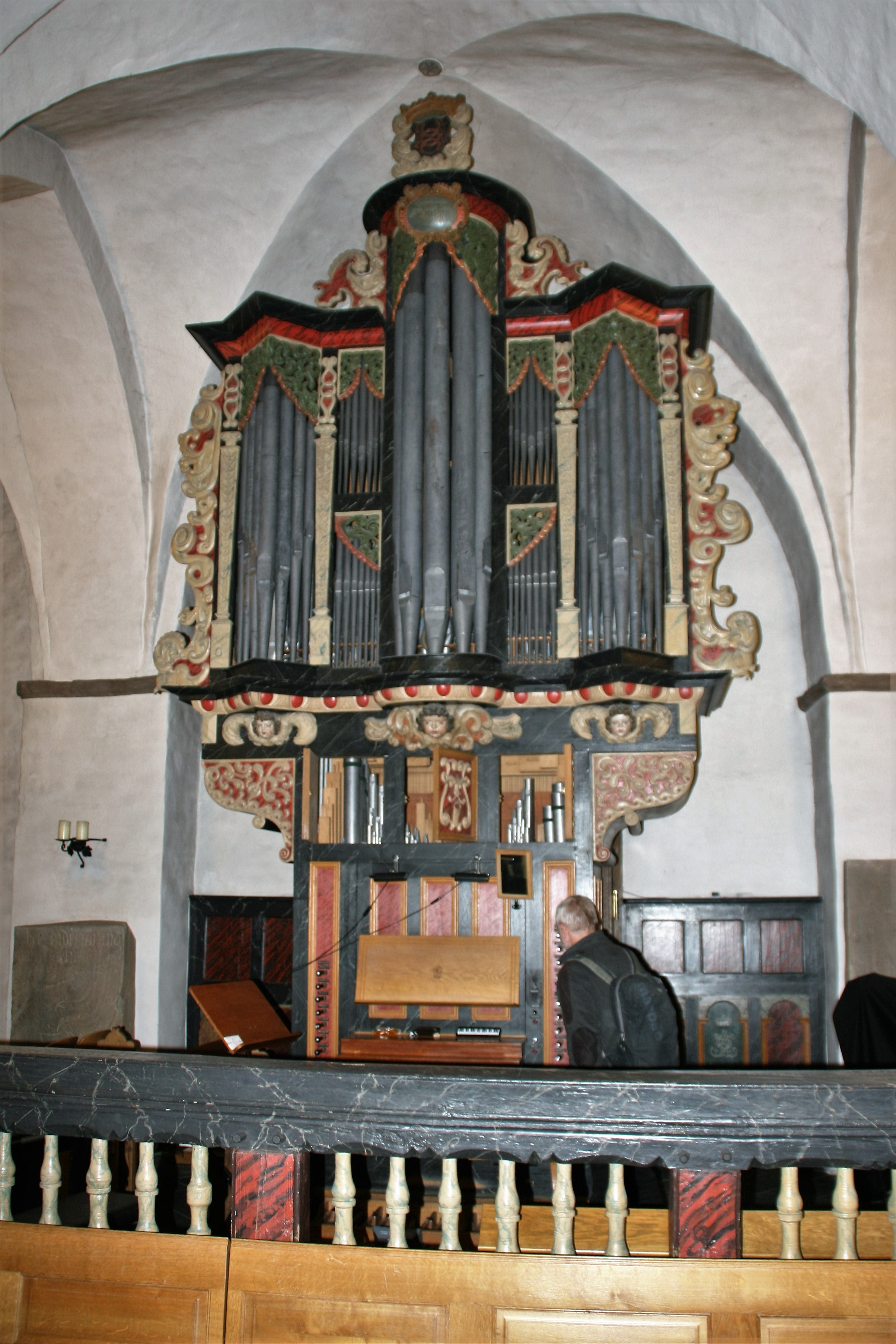
Orgel

Die Orgel in dem barocken Prospekt wurde von dem Orgelbauer Klaus Becker (Küpfermühle) erbaut. Das Instrument hat 17 Register auf zwei Manualen und Pedal.
| I Hauptwerk C– |           |       |
| 01.            | Prinzipal | 08′   |
| 02.            | Rohrflöte | 08′   |
| 03.            | Oktave    | 04′   |
| 04.            | Nasat     | 2 ⁄3′ |
| 05.            | Waldflöte | 02′   |
| 06.            | Mixtur IV | 1 ⁄3′ |
| 07.            | Trompete  | 08′   |

| II Brustwerk C– |             |       |
| 08.             | Gedackt     | 08′   |
| 09.             | Koppelflöte | 04′   |
| 10.             | Prinzipal   | 02′   |
| 11.             | Quinte      | 1 ⁄3′ |
| 12.             | Zimbel III  | 01′   |
|                 | Tremulant   |       |

| Pedalwerk C– |                 |     |
| 13.          | Subbaß          | 16′ |
| 14.          | Flötenprinzipal | 08′ |
| 15.          | Choraloktave    | 04′ |
| 16.          | Rauschwerk III  | 02′ |
| 17.          | Fagottbaß       | 16′ |